# Erik Eriksson Bris
Erik Eriksson Bris, född troligen på 1550-talet, död efter 1623, var en svensk-polsk ämbetsman.
Erik Eriksson Bris var son till borgaren i Helsingfors, tidigare i Ulvsby, Erik Bris. Han anställdes i det kungliga kansliet 1582, åtminstone från 1592 som sekreterare. Till en början tycks han ha balanserat mellan Sigismund och hertig Karl i konflikten mellan de båda. Han verkar tidigt ha gjort vissa tjänster åt hertigen och hörde 1593 till bland de första antecknarna av Uppsala mötes beslut bland kanslipersonalen. Att han stod väl i gunst hos hertig Karl visas av att hertigen försvarade honom då han 1596 av kyrkoherden i Stockholm Erik Skepperus anklagades för horsbrott. Då konflikten mellan kungen och hertigen hårdnade valde han dock att stödja kungen. Hösten 1597 befann han sig vid det svenska kansliet i Polen, och sändes därifrån 1598 via Danmark till Sverige, där han tillsammans med Gustav Banér, Ture Bielke och Johan Gyllenstierna arbetade för att vinna över militären på kungens sida. Han uppmanade bland annat Jöran Eriksson (Ulfsparre) och Seved Ribbing att för kungens räkning ta kontrollen över Älvsborgs och Gullbergs fästningar. Han befann sig vid denna tid med kungen på Stegeborgs slott. Därifrån sändes han över till Finland för att påskynda överskeppandet av kungatrogna soldater till Sverige, och under hösten befann han sig med kungen i Stockholm. Då Sigismund därefter avseglade till Polen lämnade Erik Eriksson Bris Sverige och avseglade till Riga. I Sverige beslagtogs nu alla hans gods av hertigen. Under 1599 övervakade han från Riga blockaden mot Sverige och förberedde hjälpsändningar till de kungatrogna i Finland. Sedan kungens sak var förlorad i Sverige avreste han till Polen. Om hans tid där är mycket lite känt. 1604 besökte han Rom, och han har sänt brev till Hogenskild Bielke. 1623 fanns han ännu i livet i Polen.